# 314159 Mattparker
314159 Mattparker eller 2005 FW1 är en asteroid i huvudbältet som upptäcktes den 16 mars 2005 av Mount Lemmon Survey. Den är uppkallad efter den australiensiske matematikern Matthew Thomas Parker.